# Historiska hjälpvetenskaper
Historiska hjälpvetenskaper är vetenskaper som används som stöd i historisk forskning.   Dessa vetenskaper kan till exempel studera insignier, dokument och personer. Till de historiska hjälpvetenskaperna kan räknas:
- Arkeologi (människans förhistoria)
- Biografi, autobiografi, memoarer
- Diplomatik (historiska dokument)
- Epigrafik (inskriftstolkning)
- Faleristik (utmärkelsetecken)
- Filateli (frimärken)
- Filologi (språkhistoria)
- Genealogi, släktforskning
- Heraldik (vapen)
- Historisk metrologi (historiska mått, skalor och vikter)
- Kodikologi (pergamenttolkning)
- Korografi (historiska kartor)
- Kronologi (tideräkning)
- Numismatik (mynt, sedlar, polletter och medaljer)
- Onomastik (egennamn)
- Paleografi (historiska handskrifter)
- Personhistoria
- Prosopografi (persongrupper under historien)
- Sfragistik (sigill)
- Toponymi (ortsnamn)
- Vexillologi (flaggor, fanor, vimplar, baner och standar)

Inom SAB-systemet för bibliotek i Sverige har historiska hjälpvetenskaper koden "Ky" ("K" är historia).